# Wenzelia tenuifolia
Wenzelia tenuifolia är en vinruteväxtart som beskrevs av Walter Tennyson Swingle. Wenzelia tenuifolia ingår i släktet Wenzelia och familjen vinruteväxter. Inga underarter finns listade i Catalogue of Life.